# Gutleuthof

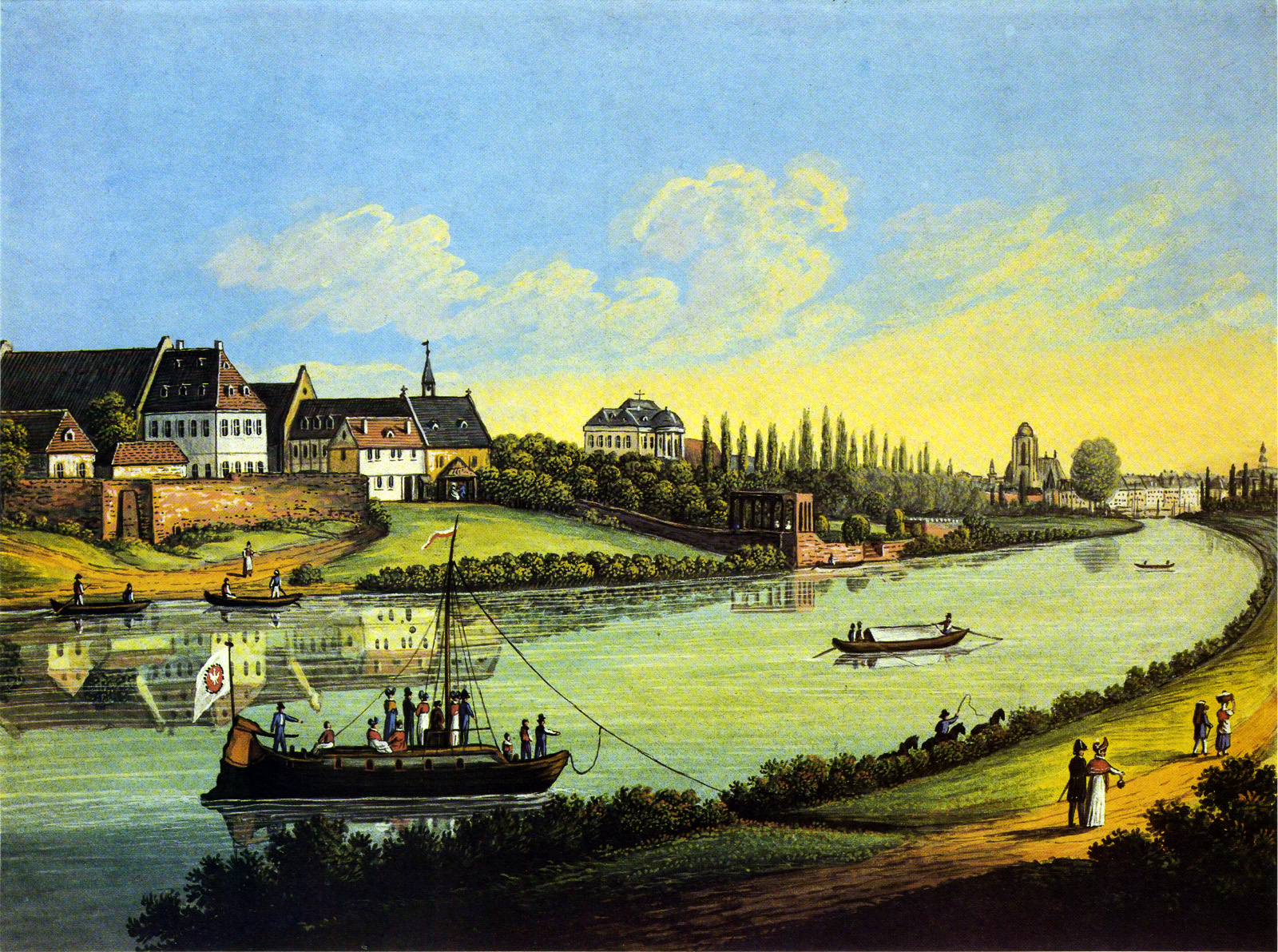
Mainpanorama mit Gutleuthof, Gouache, um 1825

Der Gutleuthof war ein im 13. Jahrhundert entstandenes Lepra-Spital und der ehemals größte landwirtschaftliche Wehrhof vor den Toren von Frankfurt am Main. Nach umfangreichen Brandschäden durch einen Großbrand im 19. Jahrhundert und einer darauffolgenden längeren Zeit des Verfalls wurden die letzten Überreste der Bauten des Hofes im Jahr 1978 abgerissen.

## Geschichte
Der Gutleuthof wurde als Leprosenhof im Jahre 1283 erstmals erwähnt, das heißt hier wurde Leprakranken Unterkunft, Verpflegung sowie Behandlung gewährt; Lepra war im 13. Jahrhundert in Europa weit verbreitet. Gegründet worden war der Gutleuthof von einer Bruderschaft, die auch der benachbarten Galgen- oder Galluswarte ihren ersten Namen gab („Warte zu den guten Leuten“).

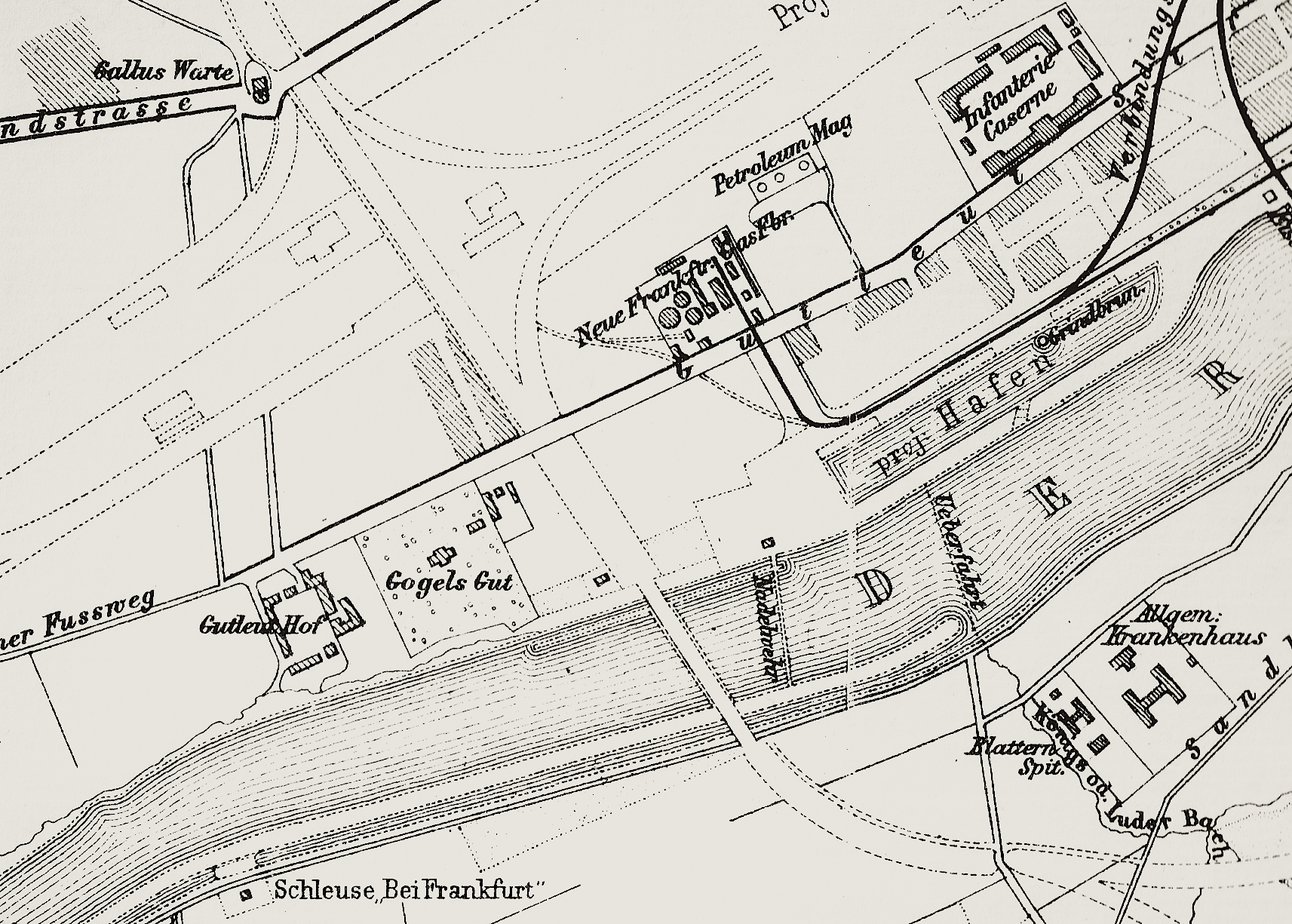
Ravenstein-Plan von 1885: Östlich neben dem Gutleuthof liegt Gogels Gut, im Becken des (projektierten) Frankfurter Westhafen die ehemalige Lage des Grindbrunnens, einer schwefelhaltigen Quelle.

In der Nähe des Gutleuthofes, auf dem Gelände des heutigen Frankfurter Westhafens befand sich die „Grindbrunnen“-Quelle, deren schwefelhaltigem Wasser eine heilende Wirkung zugesprochen wurde; sie wurde später ans Nizza verlegt und ist dort versiegt beziehungsweise wegen Verunreinigung geschlossen worden.
Eine Kapelle, die wohl schon von Anfang an mit dem Lepraspital verbunden war, wurde zuerst im Jahre 1329 genannt; die Kirche diente den Protestanten der benachbarten Höfe und der Gemeinden Niederrad und Griesheim zum Gottesdienst, der Kirchhof den Beerdigungen von Gemeindeangehörigen, Selbstmördern und Hingerichteten. Bei der Anlage der Frankfurter Landwehr wurde der Hof in die Stadtbefestigung eingefügt und markierte ihre westlichste Ausdehnung. Er war von einer Ringmauer umschlossen, besaß eine schmale Mainpforte und je ein Haupttor auf der Frankfurter und auf der nördlichen, der Galgen-Warte zugekehrten Seite.
Im Laufe der Zeit hatte die Zahl der Lepra-Erkrankten abgenommen und Ende des 16. Jahrhunderts war die Krankheit in Mitteleuropa fast verschwunden. Im April 1531 wurde der Gutleuthof dem neu gegründeten städtischen Almosenkasten übergeben. Im Jahr 1614 diente der Hof vorübergehend als Gefängnis, um die Revolutionäre des Fettmilch-Aufstands um Vincenz Fettmilch festzusetzen. Goethe beschrieb den Hof in Dichtung und Wahrheit und berichtete über Feste auf den Weiden, die „mit mancherlei Lust und Ungezogenheit“ gefeiert wurden.
Im Jahr 1801 vernichtete ein Feuer fast den ganzen Hof; Scheune, Branntwein-Brennerei und das Herrenhaus bis auf den ersten Stock wurden zerstört. In der Folgezeit hatte das Gebäude wechselnde Besitzer. 1870 löste die Waisenhausstiftung die Erbpacht des Allgemeinen Almosenkastens für 70.000 Gulden ab, verkaufte den Hof aber bereits drei Jahre später für 2.150.000 Goldmark an die Hessische Ludwigsbahn weiter.
Im Jahr 1940 erwarb die Getränkefirma Jöst den Hof, legte dort 1952 einen „Frankfurter Weinberg“ an, gab den Hof aber im Jahre 1971 mit ihrem Konkurs auf. Der Hof wurde daraufhin von einem Tochterunternehmen der Neuen Heimat ersteigert, blieb jedoch ungenutzt. 1978 wurde der verfallene Gutleuthof trotz der Proteste des Ortsbeirates abgerissen. Ein Jahr später kaufte die Stadt Frankfurt das Gelände, um die Werner-von-Siemens-Berufsschule zu bauen.
Der Gutleuthof gab dem Ende des 19. Jahrhunderts entstandenen Stadtteil Gutleutviertel seinen Namen. Außerdem erinnern die Straßen Gutleuthofweg und Gutleutstraße an den größten landwirtschaftlichen Hof Frankfurts.